# Cibi
Pour la bande de fréquence appelée Cibi, voir Citizen-band.

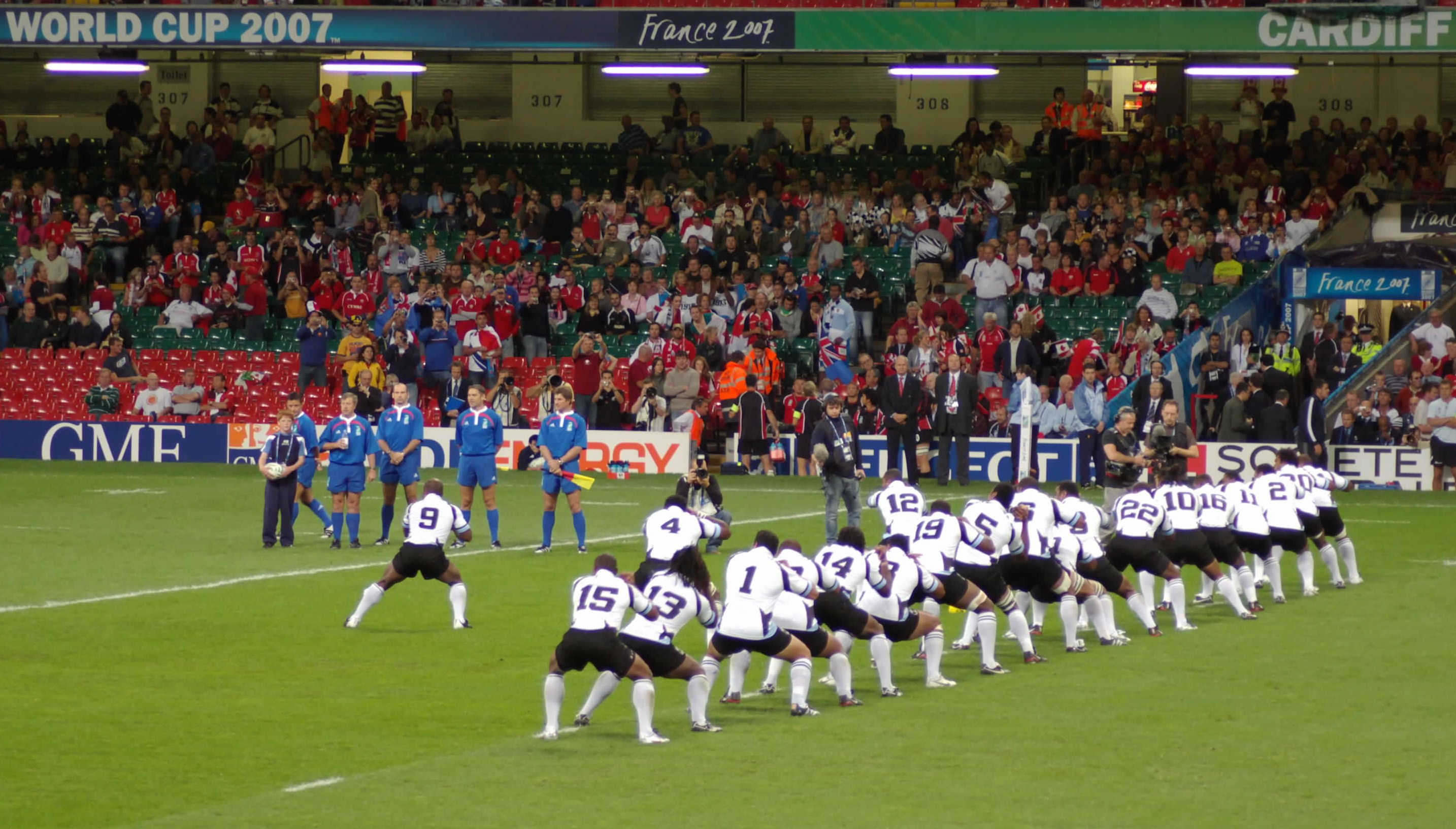
L'équipe des Fidji effectuant le cibi avant le match contre le Canada lors de la Coupe du monde 2007.

Le cibi (prononcer « thimbi ») ou teivovo est un meke, une danse guerrière traditionnelle fidjienne. Historiquement utilisée dans un contexte insulaire guerrier (principalement comme célébration villageoise au retour des guerres victorieuses mais possiblement avant les batailles), elle est exécutée aujourd'hui par l'équipe des Fidji de rugby à XV avant chaque match.

## Présentation
Le cibi est un meke guerrier : une danse guerrière pratiquée par des tribus fidjiennes lors des conflits insulaires durant les périodes pré-chrétiennes et pré-coloniales,. Généralement exécutée par les guerriers (les bati) dans un contexte festif et cérémoniel au retour des batailles victorieuses, elle pouvait également l'être avant les batailles afin de motiver les combattants et d'impressionner l'adversaire. Réalisé avant les batailles, le cibi est conçu pour débuter au cours du chant des adversaires et être une réponse directe à celui-ci.
Le cibi revêt une dimension religieuse et mythologique importante. Il s'agit d'une forme de prière au cours de laquelle les bati invoquaient les divinités afin de bénéficier de leur aide et protection.
Le cibi est également nommé teivovo.
Les participants au cibi se positionnent en ligne ou en demi-cercle autour d'un meneur,. Le meneur dirige le cibi par des cris et des chants pendant que les autres acteurs reprennent les chants et réalisent les différents mouvements en avançant vers leurs adversaires. Les gestes exécutés par les danseurs sont d'ordre militaire et viril : mime du maniement d'une lance, se frapper la poitrine ou sauter en signe de défi. Le chant est composé de paroles menaçantes pour les opposants.

## Utilisation contemporaine: match de rugby
En réponse au haka de l'équipe néo-zélandaise utilisée en ouverture des matchs de rugby depuis 1905, le cibi est adoptée par l'équipe fidjienne en 1939,. Ce choix est initié par le capitaine de l'équipe, Ratu Sir George Cakobau, avant la première tournée de l'équipe en Nouvelle-Zélande. Le cibi a été enseigné aux joueurs par Ratu Bola, un important chef tribal du clan Navusaradave de l'île Bau.
Pour les joueurs, les dimensions culturelles et religieuses du cibi sont fortement présentes au cours de son exécution. La danse permet une transmission et une connexion entre la population fidjienne, ses ancêtres et les différentes figures religieuses ou mythologiques.
Le cibi n'étant pas considéré comme une danse très intimidante, l'équipe fidjienne décide en 2012 d'adopter une nouvelle danse, le bole,. Après quelques matchs, cette dernière est abandonnée au profit du cibi.

## Chant
Paroles en fidjien et traduction française : 
« 
Ai tei vovo, tei vovo
E ya, e ya, e ya, e ya ;
Tei vovo, tei vovo
E ya e ya, e ya, e ya
Rai tu mai, rai tu mai
Oi au a viriviri kemu bai
Rai tu mai, rai ti mai
Oi au a viriviri kemu bai
Toa yalewa, toa yalewa,
Veico, veico, veico.
Au tabu moce koi au
Au moce ga ki domo ni biau.
E luvu koto ki ra nomu waqa
O kaya beka au sa luvu sara
Nomu bai e wawa mere
Au tokia ga ka tasere
Tuletule buka
E ya
Tuletule buka
E ya
Tuletule buka sa dredre
Tou vaka tosoya vaka malua
E ya, e ya, e ya, e ya »
« 
Prépare-toi, prépare-toi
Oh, oh, oh, oh, oh, oh, oh, oh
Prépare-toi, prépare-toi
Oh, oh, oh, oh, oh, oh, oh, oh
Regarde par ici, regarde par ici
Je te construis une muraille
Regarde par ici, regarde par ici
Je te construis une muraille
Un coq et une poule, un coq et une poule
Ils attaquent, ils attaquent, ils attaquent
Je n’ai pas le droit de m’assoupir
Sauf quand j’entends les vagues se briser
Ton navire gît au fond
Mais ne crois pas que j’ai coulé moi aussi
Ta défense attend juste
Que je l’attaque pour s’écrouler
Je gire l'arbre!
Oh!
Je gire l'arbre!
Oh!
L'arbre est sorti de terre
Lentement, nous pouvons le déplacer »